# Kei Taniguchi
Kei Taniguchi (谷口 圭 Taniguchi Kei?), född 15 juli 1974 i Osaka prefektur, är en japansk tidigare fotbollsspelare.
Taniguchi började sin karriär 1993 i Nagoya Grampus Eight. Med Nagoya Grampus Eight vann han japanska cupen 1995. 1997 flyttade han till Brummel Sendai. Efter Brummel Sendai spelade han för Ehime FC. Han avslutade karriären 2002.